# Vorstendom Brunswijk-Wolfenbüttel
Het vorstendom Brunswijk-Wolfenbüttel was de naam van een tot de Nedersaksische Kreits behorend vorstendom binnen het Heilige Roomse Rijk. Zowel territoriaal als militair was het hertogdom middelgroot en beduidend kleiner dan staten als Pruisen, Beieren en Saksen.
De vorsten van Brunswijk-Wolfenbüttel probeerden met een bloeiend hofleven hun culturele prestige te vergroten. Dit is bereikt door het organiseren van hoffeesten, het realiseren van ambitieuze bouwprojecten, de opvoering van toneelstukken en opera's en het aanleggen van een indrukwekkende kunstverzameling.

## Geschiedenis
De Brunswijkse goederen waren aanvankelijk allodiaal bezit van het geslacht Welfen in Saksen. Na de val van Hendrik de Leeuw mocht hij zijn allodiale bezit, waaronder Brunswijk behouden. Na zijn dood in 1195 verdeelden zijn drie zoons zijn bezit, waarbij aan Otto, de latere keizer Otto IV, Brunswijk werd toegewezen.
Keizer Frederik II die ook aanspraak had gemaakt op Brunswijk verenigde in 1235 Brunswijk met Lüneburg en beleende Otto het Kind, de kleinzoon van Hendrik de Leeuw ermee als rijksvorst. Op 21 augustus 1235 verhief hij Otto tot hertog van Brunswijk en Lüneburg. Diens nakomelingen verdeelden en voegden de bezittingen meerdere malen samen, waarbij de hoofdverdeling steeds was een tak te Brunswijk en een tak te Lüneburg. De steden Brunswijk en Lüneburg bleven gemeenschappelijk bezit.
Er ontstonden zijlijnen in Harburg, Gifhorn, Bevern, Osterode, Herzberg, Salzderhelden, Celle, Hitzacker en Einbeck, maar omdat de vorsten- of hertogendommen soms werden veroverd, opgeheven of samengevoegd zijn niet alle toevoegingen in zwang geraakt, maar alle leden van de familie dragen de naam en titel hertog van of tot Braunschweig-Lüneburg! Om de verschillende takken uit elkaar te houden is er in de literatuur een onderscheid ontstaan tussen Brunswijk-Lüneburg, Brunswijk-Wolfenbüttel, Brunswijk-Calenberg, Brunswijk-Dannenberg, Brunswijk-Grubenhagen, Brunswijk-Osterode, Brunswijk-Göttingen en Brunswijk-Bevern.

## Brunswijk van 1267 tot 1388
De eerste deling van het hertogdom Brunswijk-Lüneburg vond plaats in 1269 tussen de twee zoons van hertog Otto het Kind, Otto I van Brunswijk.
- Albrecht I van Brunswijk kreeg Brunswijk (linie Oud-Brunswijk)
- Johan I van Brunswijk-Lüneburg kreeg Lüneburg (linie Oud-Lüneburg).

In 1291 werd Brunswijk opgedeeld onder de zoons van hertog Albrecht I:
- Hendrik I van Brunswijk-Grubenhagen kreeg Grubenhagen
- Albrecht II van Brunswijk kreeg Göttingen
- Willem I van Brunswijk kreeg Wolfenbüttel.

In 1345 werden Brunswijk en Wolfenbüttel, inmiddels verenigd met Göttingen, opnieuw gedeeld onder de zoons van hertog Albrecht II:
- Magnus I van Brunswijk kreeg Brunswijk
- Ernst van Brunswijk-Göttingen kreeg Göttingen

## Brunswijk-Wolfenbüttel van 1388 tot 1634
In 1388 wisten de hertog van Brunswijk-Wolfenbüttel, Magnus I van Brunswijk, na de dood  in 1369 van Willem van Lüneburg de bezittingen van de in mannelijke lijn uitgestorven tak Brunswijk-Lüneburg in bezit te krijgen. Door de delingsverdragen van 1409 en 1428 ontstonden er twee nieuwe hoofdtakken uit de twee zoons van hertog Magnus II van Brunswijk, kleinzonen van Magnus I. Hendrik zette de lijn voort in het zuidelijke deel van het hertogdom. Bernard werd de stamvader van de familie in het noordelijke Brunswijk-Lüneburg.
- Hendrik van Brunswijk-Lüneburg kreeg Brunswijk (linie Middel-Brunswijk). Hij werd opgevolgd door zijn zoon
- Willem I van Brunswijk-Wolfenbüttel verlegde in 1432 de residentie van Brunswijk naar Wolfenbüttel. Brunswijk, een machtig lid van de Hanze, bleef hoofdstad. Brunswijk-Calenberg ontstond in deze tijd. Hij werd opgevolgd door zijn tweede zoon.
- Willem II van Brunswijk-Wolfenbüttel, Hij werd opgevolgd door zijn oudste zoon.
- Hendrik I van Brunswijk-Wolfenbüttel was voorlopig de laatste hertog die in Brunswijk werd begraven. Hij werd opgevolgd door zijn derde zoon.
- Hendrik II van Brunswijk-Wolfenbüttel riep Wolfenbüttel uit tot enige residentstad. De katholieke hertog probeerde zijn macht in het protestantse Brunswijk te handhaven, maar verloor aan invloed. Zijn zoon
- Julius van Brunswijk-Wolfenbüttel voerde in 1568 de Reformatie in en stichtte in 1576 de protestantse universiteit in Helmstedt. Na de hereniging met Calenberg in 1584 werd ook daar de Reformatie ingevoerd.[1] Met behulp van vestingbouwdeskundige Hans Vredeman de Vries werd de stad Wolfenbüttel uitgelegd met een grachtenstelsel. Het kasteel werd uitgebouwd in renaissancestijl. Inmiddels had het hertogdom zijn grootste omvang verworven.[2]
- Hendrik Julius van Brunswijk-Wolfenbüttel
- Frederik Ulrich van Brunswijk-Wolfenbüttel. Met de dood van hertog Frederik Ulrich in 1634 stierf de hoofdtak Brunswijk-Wolfenbüttel uit, waarna de landen aan de zijtak Dannenberg, een afsplitsing van de noordelijke tak, vervielen.

## Brunswijk-Wolfenbüttel van 1635 tot 1806
In 1635 werd August, de tweede zoon van Hendrik X van Brunswijk-Dannenberg, de nieuwe hertog van Wolfenbüttel. Na de dood van zijn oudere broer Julius Ernst van Brunswijk-Dannenberg in 1636 erfde hij ook Dannenberg, maar dit werd weer in 1671 aan Brunswijk-Lüneburg afgestaan. In hetzelfde jaar werd de stad Brunswijk onderworpen nadat de stad eeuwenlang als vrije Hanzestad had gefunctioneerd. Na 1692 verzette de hertog zich sterk tegen de toekenning van de keurvorstelijke waardigheid aan Brunswijk-Lüneburg. In 1702 werd de hertog na militair ingrijpen van Brunswijk-Lüneburg en Brunswijk-Calenberg gedwongen zijn verzet te staken en het verbond met Frankrijk op te geven. In 1709 werd hertog Anton Ulrich van Brunswijk-Wolfenbüttel in het geheim katholiek.
In 1735 stierf de zijtak Dannenberg uit en kwam het hertogdom aan de zijtak Bevern. Omdat Bevern toen werd samengevoegd Brunswijk-Wolfenbüttel is de toevoeging Bevern vanaf dat jaar nauwelijks zinvol; het zegt niets over het bezit maar maakt iets duidelijk over de afstamming. In 1753 werd de residentie van Wolfenbüttel naar Brunswijk verlegd.

## Hertogen uit de zijtakken Dannenberg en Bevern
| regering  | naam                                              | geboren   | overleden  | familie |
| --------- | ------------------------------------------------- | --------- | ---------- | --- |
| 1635-1666 | August van Brunswijk-Wolfenbüttel                 | 10-4-1579 | 17-9-1666  | zoon van Hendrik X van Brunswijk-Dannenberg                                                                                          |
| 1666-1704 | Rudolf August van Brunswijk-Wolfenbüttel          | 16-5-1627 | 26-1-1704  | zoon |
| 1704-1714 | Anton Ulrich van Brunswijk-Wolfenbüttel           | 4-10-1633 | 27-3-1714  | broer |
| 1714-1731 | August Willem van Brunswijk-Wolfenbüttel          | 8-3-1662  | 23-3-1731  | zoon |
| 1731-1735 | Lodewijk Rudolf van Brunswijk-Wolfenbüttel        | 22-7-1671 | 1-3-1735   | broer; met zijn overlijden stierf het nieuwe huis Brunswijk uit                                                                      |
| 1735-1735 | Ferdinand Albrecht II van Brunswijk-Wolfenbüttel  | 29-5-1680 | 3-9-1735   | volle neef uit de zijtak Bevern, zoon van Ferdinand Albrecht I van Brunswijk-Bevern, kleinzoon van August van Brunswijk-Wolfenbüttel |
| 1735-1780 | Karel I van Brunswijk-Wolfenbüttel                | 1-8-1713  | 26-3-1780  | zoon |
| 1780-1806 | Karel Willem Ferdinand van Brunswijk-Wolfenbüttel | 9-10-1735 | 10-11-1806 | zoon |

Paragraaf 4 van de Reichsdeputationshauptschluss van 25 februari 1803 leverde de hertog van Brunswijk de abdijen van Gandersheim en Helmstedt. In paragraaf 32 werd de hertog een zetel in de raad van vorsten van de Rijksdag voor Blankenburg toegekend.
In 1806 werd het hertogdom, geregeerd door Frederik Willem van Brunswijk door Franse troepen bezet, waarna het in 1807 bij het koninkrijk Westfalen werd gevoegd. Na de Franse nederlagen van 1812 en 1813 werd het hertogdom onder de naam Brunswijk gerestaureerd.
Na het Congres van Wenen in 1815 werd de naam Brunswijk alleen nog gebruikt zonder de toevoeging Wolfenbüttel.